# Pleikershof
Pleikershof (fränkisch: Blaigeasch-huhf) ist ein Gemeindeteil des Marktes Cadolzburg im Landkreis Fürth (Mittelfranken, Bayern). Pleikershof liegt in der Gemarkung Steinbach.

## Geografie
Das Landgut liegt auf einer Geländestufe nördlich des Biberttales zwischen den Ortschaften Weinzierlein, Steinbach und Wachendorf. Er ist von Äckern umgeben, die wiederum fast komplett von umliegenden Wäldern eingefasst sind. Ein Anliegerweg führt nach Steinbach (1,4 km westlich).

## Geschichte
Vermutlich existierte der Pleikershof schon vor der Gründung des Erzbistums Bamberg. Die erstmalige urkundliche Erwähnung stammt aus dem Jahr 1334, als ein Friedrich von Lebsingen „acht Joch Feldacker in Bleicksdorf“ vom Bischof von Würzburg als Lehen erhielt. 1436 wird der Ort erstmals als „Pleykernhoff“ erwähnt, woraus geschlossen werden kann, dass das Dorf zum Einzelhof verödet ist. Das Bestimmungswort des Ortsnamens ist der Personenname Blīdgēr.
Aus dem 17. Jahrhundert ist überliefert, dass „das Hofhäuslein stehet zwar, sonst ist aber noch alles öd.“
Im Jahre 1730 wurde der Hof an einen Michael Schadmann übergeben, laut Vertrag „mit einem Pferd, zwei Ochsen, zwei Kühen, einer Schaufel, zwei Eggen und einem Keil“. Einige Jahre später brannte der Hof ab. Beim Wiederaufbau unterstützten Gemeinde und benachbarte Bauern den Besitzer Georg Egerer mit Getreide, Brot und Bier. Später ließ ein Nürnberger Fabrikant eine Villa errichten.
Gegen Ende des 18. Jahrhunderts bestand Pleikershof aus einem Anwesen. Das Hochgericht übte das brandenburg-ansbachische Oberamt Cadolzburg aus. Der Hof hatte das Kastenamt Cadolzburg als Grundherrn.
Von 1797 bis 1808 unterstand der Ort dem Justiz- und Kammeramt Cadolzburg. Im Rahmen des Gemeindeedikts wurde Pleikershof dem 1808 gebildeten Steuerdistrikt Steinbach zugeordnet. Es gehörte auch der im selben Jahr gegründeten Ruralgemeinde Steinbach an.

### Streicher-Hof

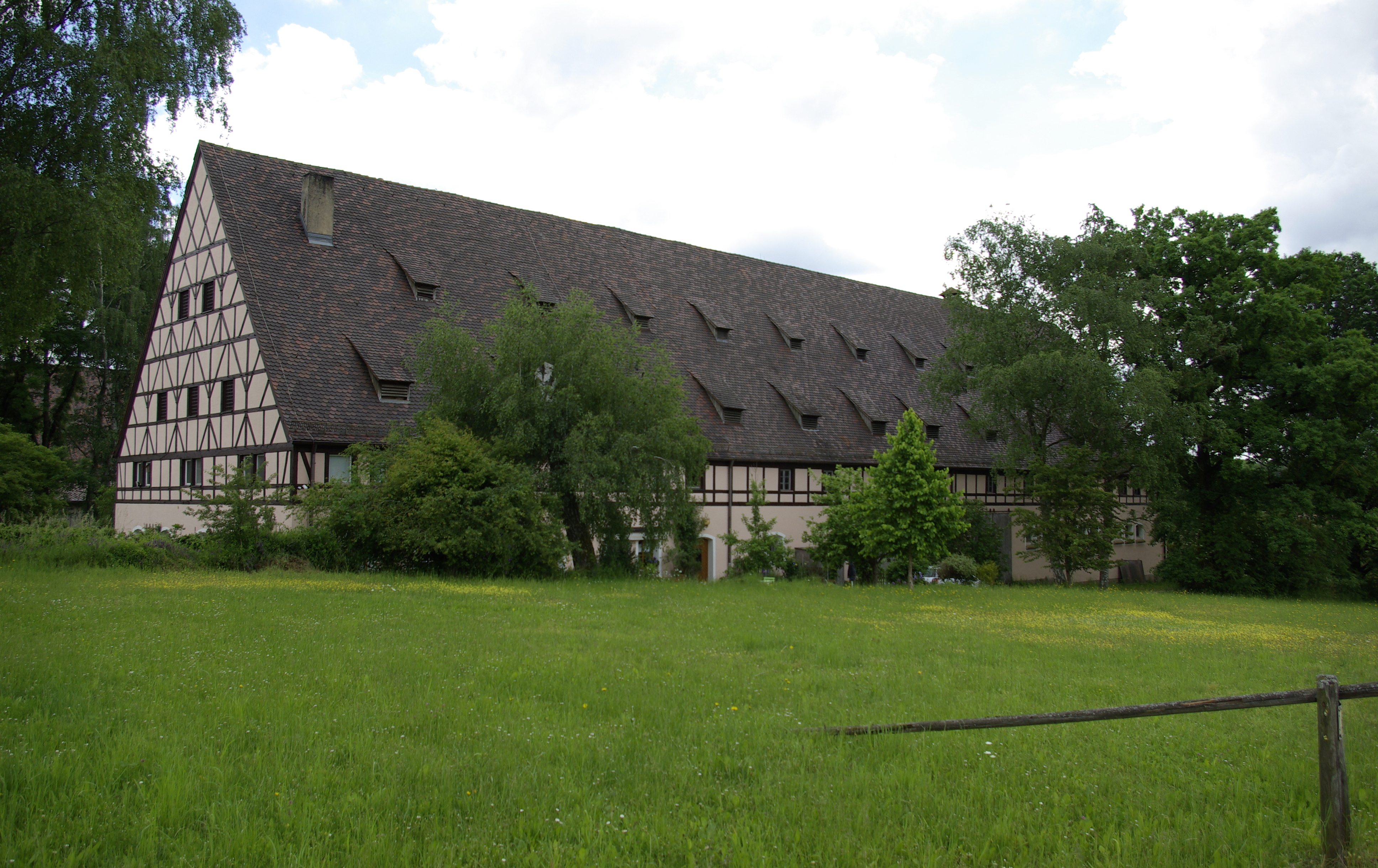
Westliches Ökonomiegebäude

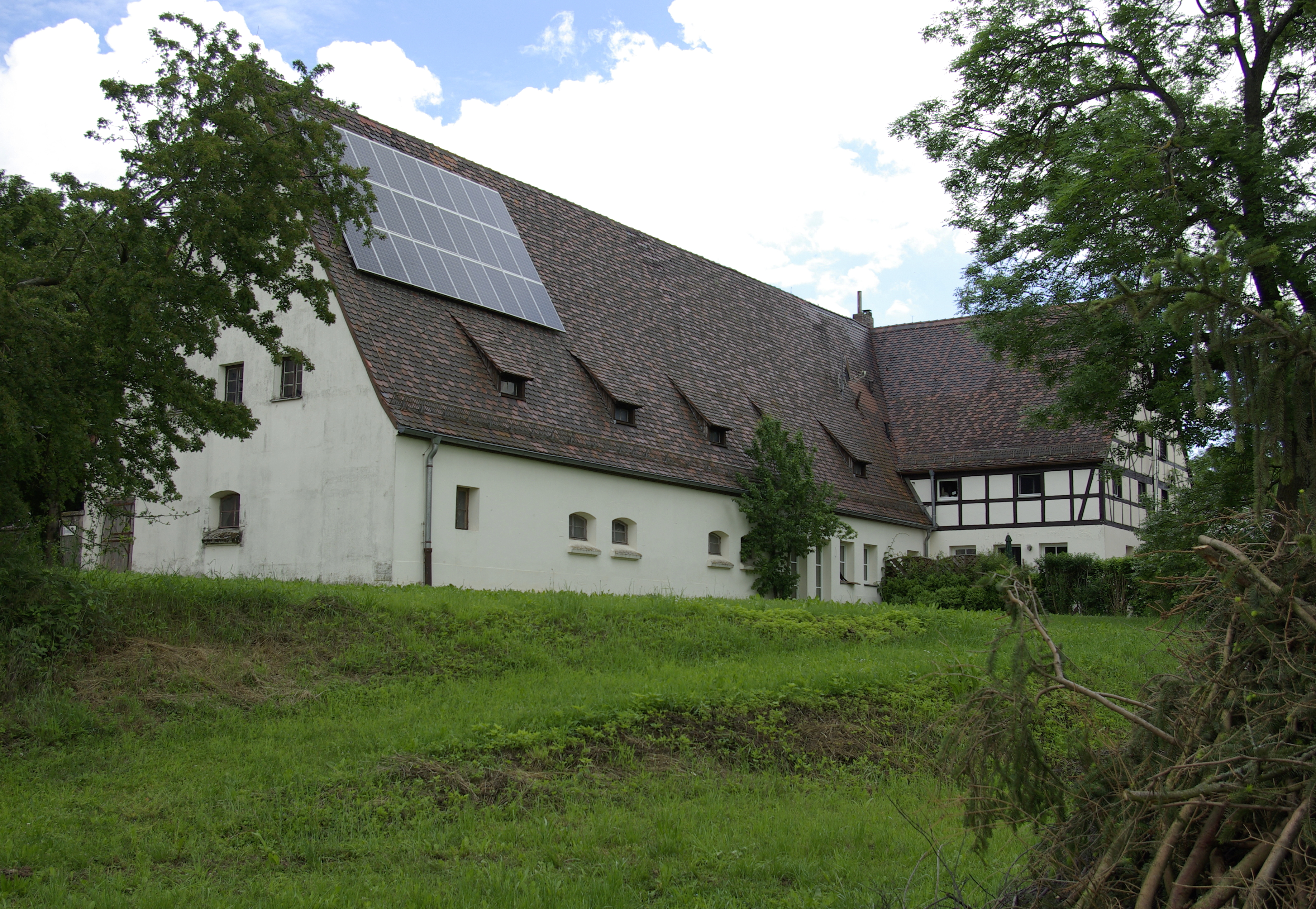
Rinderstallung

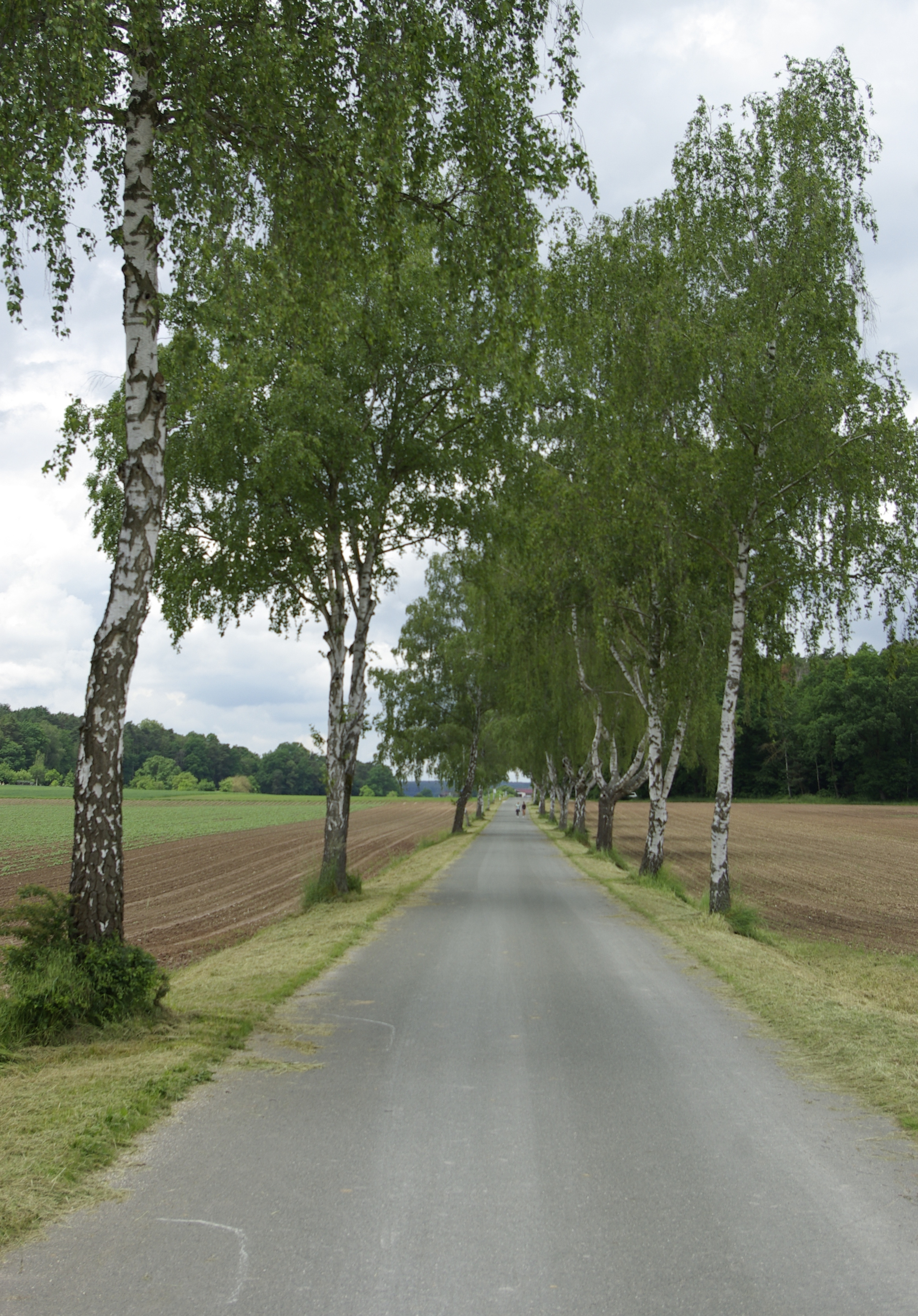
Zum Gutshof führt eine Birkenallee.

Der Hof kam nach dem Ersten Weltkrieg in den Besitz eines Oberpfälzer Landwirts, der das 82 Hektar große Gut im Dezember 1936 an Julius Streicher verkaufte. Da Streicher der Pleikershof nicht repräsentativ genug erschien, ließ er die alten Gebäude des Hofs fast vollständig abtragen, um ein modernes Mustergut nach Plänen von Franz Ruff errichten zu lassen. In den Jahren 1937 bis 1942 entstand ein landschaftsbestimmender, achsensymmetrischer Dreiflügelhof in den für das Bauen während der Zeit des Nationalsozialismus typischen Formen der streng-reduzierten Heimatschutzarchitektur. Der ursprünglich im Norden geplante vierte Flügel, der das eigentliche Wohnhaus bilden sollte, wurde nicht realisiert.
Die westlichen und östlichen Ökonomiegebäude mit massivem Erdgeschoss sowie Kniestock und Giebel in gerastertem Fachwerk zeigen Anklänge an fränkische Bautraditionen, erscheinen aber deutlich monumentaler und strenger. Für die meisten Gebäude der NS-Zeit ist die Nutzung modernster Bautechnologie und technischer Ausstattung charakteristisch. So kam trotz der historisierenden Erscheinung der Hofanlage bei den Ökonomiegebäuden Eisenbeton zum Einsatz. Beide Gebäude wurden mit Siloanlagen ausgestattet. Die Fachwerktragwerke ermöglichten gänzlich stützenfreie Speicherräume von großer Spannweite. Die Rinderstallung ist in Mischbauweise aus Massivmauerwerk und mit damals neuartigen verkleideten Holzständerkonstruktionen ausgeführt.
Pleikershof wurde nun überregional als Streicher-Hof bekannt. Als im Februar 1940 Streicher, der bis dahin Gauleiter von Franken und Obergruppenführer der SA gewesen war, unter anderem wegen Korruption verboten wurde, das circa 15 km entfernte Nürnberg zu betreten, wurde er von einem „Gauleiter-Ehrengericht“ seiner politischen Ämter enthoben und auf das Landgut verbannt. Er blieb aber weiterhin Herausgeber der bis Februar 1945 erscheinenden antisemitischen Hetz-Zeitschrift „Der Stürmer“. Auf Anordnung Adolf Hitlers durfte Streicher weiterhin den Titel „Gauleiter“ führen und die zugehörige Uniform tragen.

### DP-Lager und Kibbuz
Nach dem Ende des Zweiten Weltkrieges wurde der Pleikershof von der amerikanischen Militärregierung beschlagnahmt. Von Juli 1945 an bezogen vorübergehend ukrainische und russische Wissenschaftler eines landwirtschaftlichen Instituts das Gut, mussten es aber für jüdische Displaced Persons wieder räumen. Zwischen Dezember 1945 und dem Jahreswechsel 1948/49 befand sich auf dem Hof der Kibbuz Nili. Dort sollten sich angehende jüdische Auswanderer sammeln und die bevorstehende Staatsgründung Israels abwarten. Sie erhielten während dieser Zeit durch örtliche Landwirte eine landwirtschaftliche Ausbildung.

### Nach 1948
Flüchtlinge aus Lettland, Polen und Tschechien bewohnten im Anschluss den Hof. Seit 1950 folgten deutsche Umsiedler. Der Hof wurde anschließend an eine schlesische Saatzüchterfamilie verpachtet. Er wurde 1959 geteilt und gelangte in Privatbesitz. Im Zuge der Gebietsreform kam der Pleikershof am 1. Mai 1978 als Gemeindeteil der Gemeinde Steinbach zum Markt Cadolzburg.
Wegen seiner besonderen geschichtlichen und architekturgeschichtlichen Bedeutung ist der Pleikershof in die Bayerische Denkmalliste eingetragen worden.

### Einwohnerentwicklung
| Jahr      | 001818 | 001840 | 001861 | 001871 | 001885 | 001900 | 001925 | 001950 | 001961 | 001970 | 001987 |
| Einwohner | 18     | 14     | 14     | 16     | 18     | 14     | 11     | *      | 15     | 16     | 8      |
| Häuser    | 2      | 2      |        |        | 2      | 1      | 1      | *      | 2      |        | 2      |
| Quelle    | [ 16 ] | [ 17 ] | [ 18 ] | [ 19 ] | [ 20 ] | [ 21 ] | [ 22 ] | [ 23 ] | [ 24 ] | [ 25 ] | [ 1 ]  |

## Religion
Der Ort ist seit der Reformation evangelisch-lutherisch geprägt und bis heute nach St. Cäcilia  (Cadolzburg) gepfarrt. Die Einwohner römisch-katholischer Konfession sind nach St. Otto (Cadolzburg) gepfarrt.